# Jan Lechoń
Leszek Józef Serafinowicz (Varsovia, Polonia del Congreso, 13 de marzo de 1899–Nueva York, Estados Unidos, 8 de junio de 1956), más conocido por su pseudónimo Jan Lechoń, fue un diplomático, poeta y crítico literario polaco, cofundador del movimiento literario Skamander junto a otros importantes poetas como Jarosław Iwaszkiewicz, Kazimierz Wierzyński o Julian Tuwim.

## Biografía
Jan Lechoń estudió lengua y literatura polaca en la Universidad de Varsovia, pese a que anteriormente ya había escrito dos libros de poesía y una obra de teatro. También fue coeditor de la revista Pro arte et studio. Fue él quien ideó el nombre de Skamander para ese grupo literario; también pronunció el discurso de apertura en la primera reunión del grupo, el 6 de diciembre de 1919. Durante la guerra polaco-soviética, trabajó en la oficina de prensa del Jefe de Estado de Polonia Józef Pilsudski.
Lechoń fue secretario general del PEN Club, aparte de ser editor entre 1926 y 1929 de la revista satírica Cyrulik Warszawski (traducido al español como El barbero de Varsovia, homenaje a la obra de Rossini "El Barbero de Sevilla"). En 1925 recibió un premio de la Asociación de Editores de Libros de Polonia, y en 1935 un premio de la Academia Polaca de Literatura.
De 1930 a 1939, Lechoń estuvo trabajando en la embajada de Polonia en París. Tras la derrota de Francia por la Alemania nazi, se fue a Brasil y posteriormente se instaló en Nueva York. En 1942 fundó el Instituto Polaco de las Artes y las Ciencias de los Estados Unidos.
Lechoń se suicidó el 8 de junio de 1956 al saltar desde el duodécimo piso del Hotel Hudson. El motivo para hacerlo fue causado por la depresión profundizada por la "degradación social". Las memorias de su amigo Adam Ciolkosz aseguran que la depresión estuvo causada por el fortalecimiento del régimen comunista en Polonia.
Los restos de Lechoń fueron exhumados del Calvary Cemetery de Queens en 1991 y trasladados a un cementerio en Laski, junto a sus padres Ladislao y María Serafinowicz.
Lechoń era homosexual.